# Samuel Morse (Biathlet)
Samuel Morse (* 6. Oktober 1983) ist ein US-amerikanischer Biathlet.
Sam Morse lebt in Camden und startet für den Verein VTANG. Er belegte in den Gesamtwertungen des Biathlon-NorAm-Cups 2007/08 und 2008/09 jeweils den dritten Rang in der Gesamtwertung. 2007/08 erreichte er einen zweiten und drei dritte Plätze in der höchsten Rennserie Nordamerikas, 2008/09 wurde er zweimal Dritter und gewann in Jericho ein Sprintrennen. Bestes Resultat bei den US-Meisterschaften 2009 wurde ein fünfter Platz im Verfolgungsrennen. Weitaus erfolgreicher verliefen die Wettkämpfe im Sommerbiathlon 2009. Zunächst gewann Morse in Lake Placid bei den US-Meisterschaften alle drei Titel im Sprint, der Verfolgung und im Massenstart und damit seine ersten nationalen Meisterschaften. Damit qualifizierte sich der Nationalgardist auch für die Sommerbiathlon-Weltmeisterschaften 2009 in Oberhof, wo er als Zehnter im Crosslauf-Sprint und als 13. in der Verfolgung bester US-Amerikaner war.